# Schadensminimierung (Abhängigkeitssyndrom)
Schadensminimierung, -reduzierung oder -minderung (engl.: harm minimization bzw. -reduction) stellt ein Konzept dar, das die Abnahme der mit einem Drogenkonsum oder Pathologischen Spielen verbundenen Risiken und Gesundheitsgefährdungen zum Ziel hat. Unter den Begriff Schadensminimierung fallen Maßnahmen, die diese Risiken senken, ohne dass sie unmittelbar oder unbedingt zur Substanz- bzw. Impulsfreiheit beitragen müssen.
Schadensminimierung steht für das Konzept, Drogenabhängigen über einen niederschwelligen Zugang zu Behandlungseinrichtungen ohne besondere Vorbedingungen Hilfestellungen anzubieten. Ziel ist eine Verbesserung des körperlichen und psychischen Zustands sowie der sozialen Situation, die eine erhöhte Kriminalitätsrate sowie Arbeits- und Obdachlosigkeit bis hin zur Verelendung beinhalten kann. Zunehmend wird erkannt, dass Schadensminimierung sich nicht auf die Probleme des einzelnen Konsumenten beschränken kann, sondern auch politische Lösungen zum Wohl der Gesellschaft erfordert.
Verglichen mit der Normalbevölkerung führen das Leben in der Drogenszene (mit Vernachlässigung, sozialer Marginalisierung, Disstress, Delinquenz, Obdachlosigkeit), indirekte Gesundheitsschäden sowie die häufig nachweisbaren Begleiterkrankungen zu einer um das 10-63fache erhöhten Sterblichkeit. Dabei sind Überdosierungen, Gewalttaten und Verletzungen, Leberzirrhosen (durch Hepatitis B, C und Alkohol), AIDS sowie Endokarditiden und andere bakterielle Infektionen für den größten Teil der Übersterblichkeit verantwortlich zu machen. Die Rate an Suiziden ist gegenüber der gleichaltrigen Normalbevölkerung um das 14fache erhöht.
Das Konzept der Schadensminimierung beschränkt sich nicht auf bereits eingetretene Schäden, sondern versucht auch, im Sinne einer Schadensverhinderung zu den vorhandenen Problemen keine weiteren hinzutreten zu lassen. Dies geschieht über Beratung zu Wirkungen und Nebenwirkungen der konsumierten Substanzen, vereinzelt auch Testen der im Umlauf befindlichen (illegalen) Substanzen (wie durch ChEck iT!), Informationen zu „Safer Sex“ und Ausgabe von Kondomen, Bereitstellung steriler Nadeln (Spritzentausch) für den intravenöser Substanzkonsum in Behandlungsstellen oder über Spritzen- und Nadelautomaten, Impfprogramme, Angebote zu ärztlicher Untersuchung und Betreuung, Essensausgabe und mehr.
Schadensminimierung steht dem Prinzip der „Null Toleranz“ (engl.: „zero tolerance“) – in Australien vor allem mit der Forderung nach einem raschen Entzug mittels schneller Entgiftung mit Naltrexon – diametral entgegen. Ein direkter Vergleich beider Herangehensweisen ist bislang wissenschaftlich noch nicht untersucht worden.

## Geschichte
1929 ermächtigte der US-Kongress das United States Public Health Service zur Einrichtung zweier Anstalten (sog. narcotic farms) “for the confinement and treatment of persons addicted to the use of habit-forming narcotic drugs”.  Als das Public Health Service Narcotic Hospital in Lexington, Kentucky am 25. Mai 1935 eröffnet wurde, verkörperte dies die Hoffnung, dass Opiat-Abhängige geheilt und wieder eine produktiven Rolle in der amerikanischen Gesellschaft übernehmen könnten. Therapie wurde hier in einem abgemilderten Strafvollzug angeboten und zunächst überzeugende Erfolgsquoten bezüglich eines Opioidentzugs gemeldet – u. a. bei den weniger als 4 % an Patienten, die sich zu einem freiwilligen Entzug angemeldet hatten. Bei diesen handelte es sich hauptsächlich um Farmer, die aufgrund einer medizinischen Behandlung von Opioiden abhängig geworden waren und nach dem Entzug zu ihren Familien zurückkehrten. Innerhalb von 20 Jahren wurde die Institution jedoch zu einem Symbol eines tiefverwurzelten Pessimismus, was die Heilung einer Drogenabhängigkeit anbelangte, der die Politik bis heute beeinflusst.
Als Vincent Dole und Marie Nyswander 1965 ihre erste Studie zur Langzeitbehandlung mit Methadon veröffentlichten, handelte es sich bei den 22 Teilnehmern um Langzeitabhängige nur von Heroin und keiner zusätzlichen Substanz. Das hochstrukturierte Betreuungsprogramm sowie die erzielten Erfolge vermochten Bedenken bezüglich einer Behandlung mit einem ebenfalls abhängig machenden, allerdings kaum euphorisierenden Medikament wenn schon nicht zu zerstreuen, so doch in Grenzen zu halten. Immer noch gab und gibt es aber Menschen, die Abstinenz von allen abhängig machenden Substanzen als das erste Ziel ansehen und nach entsprechenden Therapien verlangen, auch wenn deren Erfolge noch so vorübergehend sind.
Eine dieser Therapien ist die Substitutionstherapie Opioidabhängiger in ihrer besonderen Form der „Erhaltungstherapie zum Entzug“ oder „Abstinenz-orientierte Erhaltungstherapie“ geworden, auch wenn eine Erhaltungstherapie mit höheren Dosen bessere Ergebnisse vorzuweisen hat. Dabei ist bei Gefängnispersonal eine höhere Abstinenz-Orientierung und Ablehnung von Drogen mit einem niedrigeren Wissen um die Vor- und Nachteile von Methadon als beim Behandlungspersonal außerhalb von Gefängnissen verbunden.
Zwischenzeitlich machten ein weltweit zunehmendes Angebot von Heroin und die rasche Verbreitung von HIV (und damals noch im Hintergrund: Hepatitis B und C; das Hepatitis-C-Virus wurde erst im Jahre 1988 identifiziert) andere Vorgehensweisen ratsam, sodass die australische Regierung schon 1985 einen Drogengipfel einberief, auf dem das Thema nicht politisiert, sondern von Experten behandelt werden sollte. Dabei wurde unter Berücksichtigung, dass eine Drogenfreiheit nicht das wichtigste Ziel sei und überdies nur für eine Minderheit von Abhängigen erzielbar sei, das Konzept der Schadensminimierung befürwortet. Eine Substitution mit Methadon konnte nun in Allgemeinpraxen erfolgen, das Programm wurde bei Praktikern beworben, Schulungen in Anamneseerhebung und körperlicher Untersuchung, Abklärung der Motivation, Behandlungsoptionen und deren Besprechung mit dem Patienten, Einholen der informierten Einwilligung (engl.: informed consent) und Überprüfung des Behandlungsverlaufs und -erfolgs durchgeführt. Die Behandlung sollte auf einer empathischen, nicht-bewertenden therapeutischen Beziehung erfolgen und befürwortete hohe Methadondosen in einer Langzeittherapie im Gegensatz zu einer abstinenzorientierten Grundlage. 1996 war dieser zunächst auch von der Politik mitgetragene Konsens allerdings wieder am Zerbrechen. Als im Juli 1997 in Womens Weekly, einer australischen Frauenzeitschrift, ein Artikel unter der Überschrift I woke up cured of heroin addiction erschien, brach eine Massenhysterie aus. Gemeint war ein forcierter Opioidentzug in Narkose mit nachfolgender Behandlung mit Naltrexon.
In vielen Ländern sind Maßnahmen zur Schadensminimierung ein wesentlicher Bestandteil nationaler Drogenstrategien geworden. In den Jahren 2003 und 2004 wurden beispielsweise in Frankreich, Finnland und England mehrere Gesetze zum Thema Schadensminimierung erlassen. Frankreich verabschiedete im August 2004 ein Gesetz, mit dem der Fünfjahresplan für die Gesundheitspolitik angenommen und die Politik im Bereich der Schadensminimierung für Drogenkonsumenten in die Vorschriften über das öffentliche Gesundheitswesen einbezogen wurde. Damit erhielt die Schadensminimierung eine amtliche Definition und fand Eingang in den Geltungsbereich der französischen Gerichtsbarkeit.
Prohibitionisten und Reformisten stehen sich heute noch gegenüber.